# Eliza Amy Hodgson
 Eliza Amy Hodgson (* 10. Oktober 1888 in Havelock North, Neuseeland; † 7. Januar 1983 in Hastings (Neuseeland)) war eine neuseeländische Botanikerin und Bryologin.

## Leben und Werk

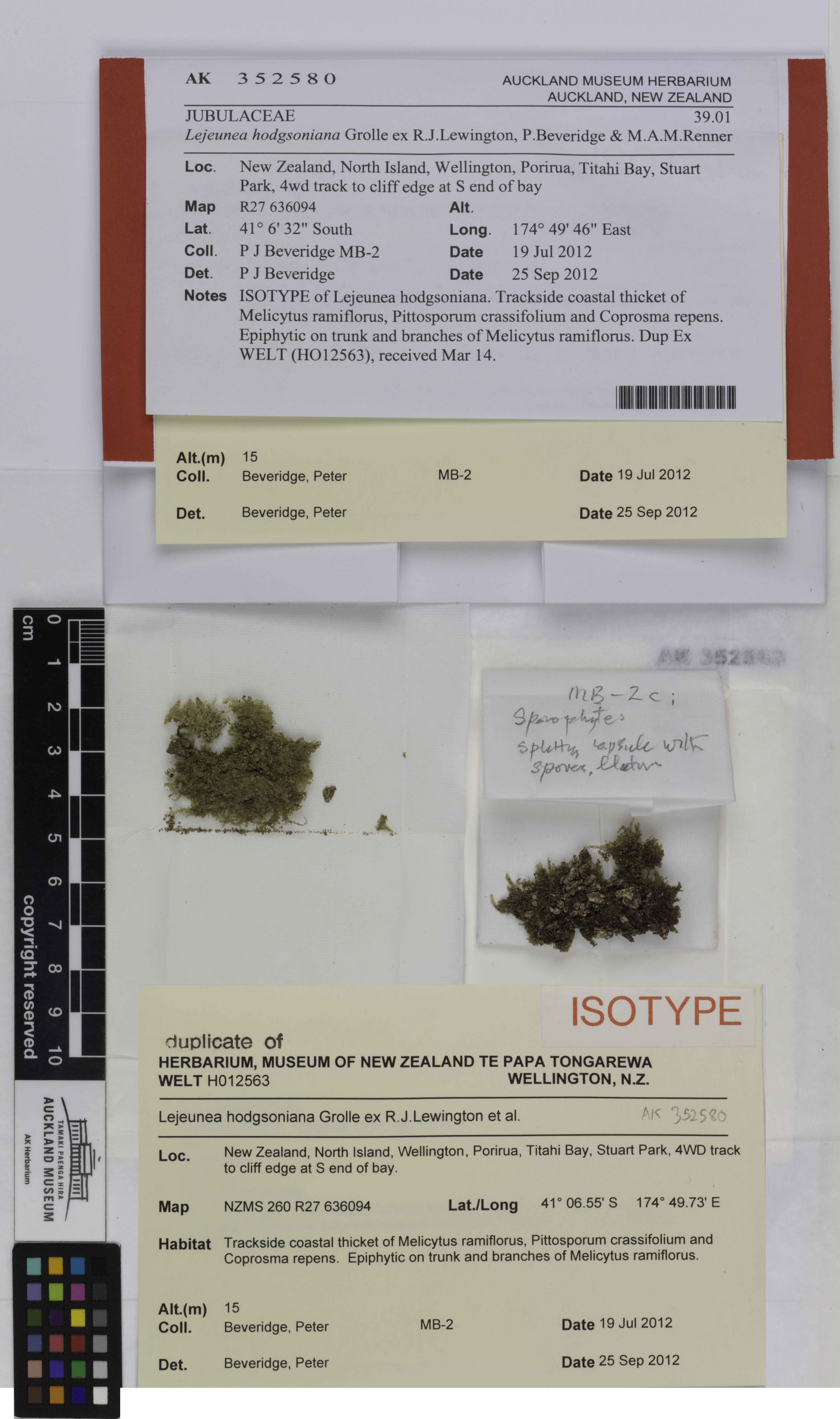
Exemplar von Lejeunea hodgsoniana, das sich im Auckland War Memorial Museum befindet

Hodgson war das vierte Kind des Stationsleiters Hugh Campbell und seiner Frau Amy Allott. Ihre Mutter starb 1890 und ihr Vater heiratete ihre jüngere Schwester Hannah Allott, mit der er fünf weitere Kinder hatte. Ihr Vater wurde ein sehr erfolgreicher Bauer und besaß schließlich mehrere große Grundstücke rund um Havelock North. Um 1911 schenkte er dem Iona College, einer presbyterianischen Mädchenschule, acht Hektar Land.
Sie besuchte die Pukahu-Grundschule und anschließend die Napier Girls’ High School. Ihr Interesse an Botanik wurde von der Schulleiterin Bessie Spencer gefördert, die sie einlud, abends ihr Mikroskop zu benutzen. Nachdem sie die Schule verlassen hatte, lebte sie zu Hause und unterrichtete eine Zeit lang an der Havelock North School.
Am 21. März 1912 heiratete sie Frederick John Hodgson, der für ihren Vater arbeitete und mit dem sie vier Kinder bekam. 1919 wurde ihr Ehemann Leiter der Hendley-Station in Patoka, 30 Meilen nordwestlich von Napier. Dort begann Hodgson Blütenpflanzen und Farne zu sammeln.
1925 zog sie mit ihrem Mann auf eine Farm im Kiwi Valley, südlich von Wairoa, wo der Moosexperte George Osborne King Sainsbury lebte. Beide waren daran interessiert, niedere Pflanzen zu sammeln, und während Sainsbury eine Autorität auf dem Gebiet der Moose werden sollte, beschäftigte sie sich mit Lebermoosen. Da sie keine formelle Ausbildung hatte, besorgte sie sich Veröffentlichungen und Lehrbücher über Moose und kaufte sich ein gebrauchtes Mikroskop aus London. Im Alter von 42 Jahren veröffentlichte sie ihre erste wissenschaftliche Arbeit Notes on the Apical Gemmae of Tortula abruptinervis, die 1930 in den Te Apārangi's Transactions der Royal Society erschien.
Der Informationsaustausch per Post war für ihre Arbeit von entscheidender Bedeutung. Ab 1929 begann sie mit Amateurbotanikern und professionellen Botanikern im In- und Ausland zu korrespondieren und Exemplare auszutauschen. Beispielsweise half sie dem Botaniker Theodor Herzog von der Universität Jena, einen Artikel in englischer Sprache zu verfassen, in dem 14 neue Lebermoosarten beschrieben wurden. Hodgson arbeitete von zu Hause aus an ihrer „Moosbank“, ihrem Mikroskop im Licht eines Fensters und ihrer Schreibmaschine auf dem Esstisch und veröffentlichte von 1930 bis 1972 mehr als 30 Artikel über neuseeländische Lebermoose. Sie beschrieb zwei neue Familien von Lebermoosen und neun neue Gattungen.
Hodgson war eine Naturschützerin. Das erste Treffen der Wairoa-Sektion, der neuseeländischen Wald- und Vogelschutzgesellschaft, fand 1961 in ihrem Haus statt. Sie war ein Mitglied der Wairoa-Gartenbaugesellschaft.
Ihr Moosherbarium wurde 1972 der Massey University gespendet.
Hodgson starb am 7. Januar 1983 im Alter von 94 Jahren in Hastings.
Die Standard-Autorenabkürzung E.A.Hodgs. wird verwendet, um Hodgson bei der Nennung eines botanischen Namens als Autorin anzugeben. Lejeunea hodgsoniana und Lepidolaena hodgsoniae sind Lebermoosarten, die zu Ehren von Eliza Amy Hodgson benannt wurde.

## Ehrungen
- 1946: Ehrenmitglied der British Bryological Society
- 1961: Fellow der Royal Society of New Zealand[4]
- Fellow der Linnean Society of London
- 1976: Ehrendoktorwürde der Massey University
- 2017: 150 Women in 150 Words der Royal Society Te Apārangi[5]

## Veröffentlichungen (Auswahl)
- Hepatics from the subantarctic islands of New Zealand including “Cape Expedition” collections from the Auckland and Campbell Islands. Records of the Dominion Museum 4(11), 1962, S.  101–132.
- A new monotypic family of the thalloid Hepaticae Phyllothalliaceae Hodgson fam. nov. (New Zealand Hepaticae. XV.) Transactions of the Royal Society of New Zealand, Botany 2(19), 1964, S. 247–249.
- New Zealand Hepaticae (liverworts) XIX Adelanthus Mitten, a New Zealand genus. Transactions of the Royal Society of New Zealand, biological sciences 11(18), 1970, S. 239–242.